# Vitaly Potapenko
Vitaly Mykolayovych Potapenko (Kiev, República Socialista Soviética de Ucrania; 21 de marzo de 1975) es un exjugador y entrenador ucraniano de baloncesto que jugó once temporadas en la NBA. Con 2,08 metros de estatura, jugaba en la posición de pívot.

## Carrera

### Universidad
Vitaly pasó dos años en la Universidad de Wright State, donde promedió 20.2 puntos (con 60% en tiros) 6.8 rebotes y 1 tapón en los 56 encuentros que disputó en sus dos temporadas. 
En la temporada 1994-95, como freshman, firmó 19.2 puntos y 6.4 rebotes, liderando al equipo en anotación en 20 de sus 30 partidos.
Como sophomore, en la 1995-1996 acabó el undécimo en porcentaje de tiro y el 38.º en puntos, con 21.4 de media. En ambas temporadas fue nombrado All-Midwestern Conference. 
Acabó en el puesto nº14 en la clasificación de anotadores históricos de los Raiders, y fue el segundo jugador más rápido de esta universidad en alcanzar los 500 y los 1000 puntos.

### NBA
Potapenko fue elegido por Cleveland Cavaliers en el puesto 12 de 1.ª ronda del draft de 1996. Como novato, promedió 5.8 puntos y 2.7 rebotes en los 80 partidos que disputó. Cuajó su mejor actuación en la victoria 98-96, con prórroga incluida, ante Washington con 22 puntos. Aquel 2 de noviembre de 1996, Vitaly anotó 18 puntos consecutivos durante un margen de 5:28 minutos. Participó en el Rookie Challenge, consiguiendo 6 puntos y un robo en 12 minutos.
En la 1997-98 firmó 7.1 puntos y 3.9 rebotes, mejorando sensiblemente sus prestaciones. La 1998-99, supondría su última temporada en Cleveland, donde fue traspasado el 11 de marzo de 1999 a Boston Celtics por Andrew DeClercq y una 1.ª ronda del draft de 1999. En Boston cambió el panorama, acabó con 10.8 puntos, 7.2 rebotes y 1.8 asistencias. Allí se marcó el mejor partido de su dilatada trayectoria deportiva. Fue ante Indiana Pacers el 19 de abril de 1999, donde anotó 26 puntos (máximo de su carrera), capturó 16 rebotes y repartió 3 asistencias. 
En la 2000-01 y 2001-02 serían sus dos últimas campañas en Boston. Estos lo traspasaron el 22 de julio de 2002 junto con Kenny Anderson y Joseph Forte a Seattle SuperSonics a cambio de Vin Baker y Shammond Williams. Su primera campaña en Seattle, la 2002-03 estuvo cargada de problemas físicos y sólo pudo disputar 26 partidos con unos pobres números, 4 puntos y 3.4 rebotes.
La 2003-04 supondría su mejor campaña en Seattle, 7.1 puntos y 4.4 rebotes de media, números que incrementaban cuando Vitaly salía de titular, donde hacía 9.3 puntos y 5.9 rebotes.
En la 2004-05 se perdería 49 encuentros y firmó 3.3 puntos y 2.4 rebotes. Empezó la campaña 2005-06 en Seattle pero duro poco. El 23 de febrero de 2006 formó parte de una operación que incluía cuatro equipos y nueve jugadores y por la que Potapenko acabó en Sacramento Kings. Allí sólo disputó 9 encuentros con unos pobres 1.1 puntos en 3.6 minutos de media.

### Carrera en Europa
En diciembre de 2007 firma un contrato hasta final de temporada con el MMT Estudiantes después de convencer al técnico Velimir Perasović tras 10 días a prueba. Pero fue despedido tras no asistir a cuatro entrenamientos del MMT Estudiantes y al haber abandonado su domicilio de Madrid. No se tuvieron noticias sobre él, así que el MMT Estudiantes rescindió su contrato que le unía al club hasta final de la temporada.

### Retirada
En el año 2008 anunció su retirada debido a sus graves problemas de rodilla. Tras retirarse comenzó entrenando en su antiguo instituto en Florida, hasta que Jim O'Brien le introdujo en la NBDL.
Actualmente ejerce como entrenador asistente de J. B. Bickerstaff en el equipo de la NBA Detroit Pistons.
Durante la temporada 2009-10 fue asistente de Joey Meyer en Fort Wayne Mad Ants y de Nate Bjorken en Santa Cruz Warriors entre 2011 y 2013.

## Estadísticas de su carrera en la NBA

### Temporada regular
| Año     | Equipo     | PJ  | PT  | MPP  | %TC  | %3P  | %TL  | RPP | APP | ROB | TPP | PPP  |
| ------- | ---------- | --- | --- | ---- | ---- | ---- | ---- | --- | --- | --- | --- | ---- |
| 1996-97 | Cleveland  | 80  | 3   | 15.5 | .440 | .500 | .736 | 2.7 | .5  | .3  | .4  | 5.8  |
| 1997-98 | Cleveland  | 80  | 0   | 17.7 | .480 | .000 | .708 | 3.9 | .7  | .3  | .4  | 7.1  |
| 1998-99 | Cleveland  | 17  | 12  | 27.5 | .437 | .000 | .673 | 5.5 | .9  | .6  | .9  | 8.4  |
| 1998-99 | Boston     | 33  | 32  | 28.1 | .521 | –    | .547 | 7.2 | 1.8 | .7  | .6  | 10.8 |
| 1999-00 | Boston     | 79  | 72  | 22.7 | .499 | .000 | .681 | 6.3 | 1.0 | .5  | .4  | 9.2  |
| 2000-01 | Boston     | 82  | 7   | 23.2 | .476 | –    | .728 | 6.0 | .8  | .6  | .3  | 7.5  |
| 2001-02 | Boston     | 79  | 9   | 17.0 | .455 | –    | .742 | 4.4 | .4  | .5  | .2  | 4.6  |
| 2002-03 | Seattle    | 26  | 2   | 15.4 | .441 | –    | .759 | 3.4 | .2  | .3  | .3  | 4.6  |
| 2003-04 | Seattle    | 65  | 39  | 21.8 | .489 | –    | .641 | 4.4 | .8  | .3  | .4  | 7.1  |
| 2004-05 | Seattle    | 33  | 1   | 10.2 | .517 | –    | .871 | 2.4 | .3  | .2  | .1  | 3.5  |
| 2005-06 | Seattle    | 24  | 12  | 13.4 | .500 | –    | .588 | 2.6 | .3  | .1  | .1  | 3.1  |
| 2005-06 | Sacramento | 9   | 0   | 3.5  | .714 | –    | –    | .2  | .2  | .0  | .0  | 1.1  |
| 2006-07 | Sacramento | 3   | 0   | 4.3  | .000 | –    | –    | .7  | .0  | .0  | .0  | .0   |
| Total   | Total      | 610 | 189 | 19.0 | .479 | .167 | .694 | 4.5 | .7  | .4  | .3  | 6.5  |

### Playoffs
| Año   | Equipo     | PJ | PT | MPP  | %TC  | %3P | %TL  | RPP | APP | ROB | TPP | PPP |
| ----- | ---------- | -- | -- | ---- | ---- | --- | ---- | --- | --- | --- | --- | --- |
| 1998  | Cleveland  | 4  | 0  | 17.5 | .400 | –   | .500 | 2.8 | .8  | .5  | .0  | 4.3 |
| 2005  | Seattle    | 5  | 0  | 7.4  | .500 | –   | –    | 1.4 | .0  | .0  | .0  | 2.0 |
| 2006  | Sacramento | 4  | 0  | 2.4  | .500 | –   | –    | .3  | .0  | .3  | .0  | 1.0 |
| Total | Total      | 13 | 0  | 9.0  | .448 | –   | .500 | 1.5 | .2  | .2  | .0  | 2.4 |